# Krajský parlament dětí a mládeže Zlínského kraje
Krajský parlament dětí a mládeže Zlínského kraje (KPDM ZK) je samosprávná skupina dětí a mládeže, jejímž partnerem je Zastupitelstvo Zlínského kraje. Parlament již při svém vzniku nadefinoval své hlavní cíle, mezi než patří snaha vytvářet prostor pro diskusi dětí a mládeže s představiteli regionu, vhodným způsobem upozorňovat na problémy mladých, prezentovat zájmy dětí a mládeže v oblasti vzdělávání, sportu a kultury, ale také informovat děti, mládež i dospělé o myšlenkách dokumentů jako Úmluva o právech dítěte. 

## Členství
Členem KPDM ZK se může stát každý ve věku 13 – 26 let, který buď studuje na území Zlínského kraje nebo zde má trvalé bydliště. Své zástupce mohou mít všechny typy škol, školská zařízení, domy dětí a mládeže, střediska volného času a další nepolitické spolky a organizace sdružujících děti a mládež. Členové (delegáti) KPDM ZK jsou voleni na jedno volební období. Delegáti se účastní jednání, aktivně se zapojují v činnosti KPDM ZK, mají možnost setkávat se s veřejnými činiteli (především zástupci Zlínského kraje) a mají také možnost setkávat se ve specializovaných výborech atp. Členství v KPDM ZK vzniká zvolením.

## Struktura
Základní organizační jednotkou je člen KPDM, který podle svého zájmu pracuje v parlamentních výborech (organizační výbor, výbor pro volný čas a školní záležitosti, výbor kulturní, výbor pro záležitosti Evropské unie a další výbory, na kterých se usnese). Všechna jednání a zasedání řídí volené předsednictvo, které tvoří předseda, místopředseda, tajemník a další členové. Předsednictvo tvoří minimálně pět členů a maximálně devět členů. Do funkce předsedy KPDM může být navržen pouze platný člen KPDM, a to po hlasování všech členů zastupitelstva a získání nadpoloviční většiny hlasů. V nepřítomnosti předsedy KPDM přebírá všechna jeho práva a povinnosti místopředseda parlamentu.

## Historie
Krajský parlament dětí a mládeže Zlínského kraje vznikl 1. prosince 2003. Od prosince 2003 do června 2005 fungoval Přípravný výbor pro ustavení Krajského parlamentu dětí a mládeže ve Zlínském kraji. Činnost vlastního Krajského parlamentu byla zahájena 20. června 2005. Činnost parlamentu v čase se dělí na jednotlivá volební období, která jsou odlišována římskou číslicí.